# Masaki Sato (giocatore di football americano)
Masaki Sato (1995) è un ex giocatore di football americano giapponese che ha giocato come defensive lineman.